# Howard Warshaw
Howard Warshaw (* 14. August 1920 in New York; † September 1977 in Santa Barbara, Kalifornien) war ein US-amerikanischer Maler, Zeichner, Wandmaler und Kunstpädagoge. Er wurde sowohl durch sein künstlerisches Werk als auch durch seine engagierte Lehrtätigkeit an verschiedenen Universitäten bekannt.

## Leben
Howard Warshaw wurde in New York geboren und begann seine künstlerische Ausbildung am Pratt Institute und an der National Academy of Design. Von 1941 bis 1943 absolvierte er seine formale Ausbildung an der Art Students League of New York und der National Academy in New York. 1942 zog Warshaw nach Los Angeles, wo er zunächst für Disney im Bereich Animation arbeitete. In dieser Zeit lernte er den Schauspieler Vincent Price kennen, der ihn förderte und ihm ein Empfehlungsschreiben für die Kuratorin Dorothy Miller am Museum of Modern Art in New York verschaffte. Dies führte zu seiner ersten Einzelausstellung bei Julien Levy im Jahr 1945. Nach seiner Rückkehr nach Kalifornien entwickelte er enge freundschaftliche Beziehungen zu den Künstlern Eugene Berman und Rico Lebrun, die seine künstlerische Entwicklung entscheidend beeinflussten. Während Berman ihn in neoromantischer und surrealistischer Richtung beeinflusste, weckte Lebrun in ihm ein nachhaltiges Interesse an kubistischen Elementen.
Howard Warshaws Frühwerk ist surrealistisch geprägt, weist aber eine eigenständige Bildsprache auf. Seine künstlerische Laufbahn war von Anfang an von nationaler und internationaler Anerkennung begleitet. Bereits vor seiner Berufung an die University of California, Santa Barbara (UCSB) im Jahr 1955 hatte Warshaw Einzelausstellungen in Los Angeles, New York und Washington, D.C. sowie Beteiligungen an internationalen Ausstellungen, u. a. im Musée National d’Art Moderne in Paris (1954). Vor seiner Tätigkeit in Santa Barbara unterrichtete er unter anderem an der University of Iowa und am Jepson Art Institute in Los Angeles.
Trotz schwerer Krankheit war Howard Warshaw bis zuletzt künstlerisch aktiv. Seine letzten Zeichnungen gelten als besonders ausdrucksstark. Noch in seiner letzten Lebensphase vollendete er ein Buch über sein persönliches Kunstverständnis. Spät wurde Howard Warshaw Professor an der University of California, Santa Barbara, wo er bis zu seinem Tod lehrte.

## Werk
Warshaws Werk zeichnet sich durch eine Mischung aus organischem Kubismus und surrealistischen Elementen aus. Er entwickelte ein dynamisches System multipler Perspektiven, um die Beziehung zwischen dem betrachteten Objekt und den indirekten Bezügen des Künstlers zu erfassen. Sein Werk wurde in zahlreichen Ausstellungen gezeigt, darunter achtmal in den Annual Exhibitions des Whitney Museum of American Art. 1955 widmete ihm das Pasadena Museum of Art eine Retrospektive.